# Rabia Bala Hatun
Rabia Bala Malhun Hatun (tiếng Thổ Nhĩ Kỳ Ottoman: رابعہ بالا سلطان) là một người vợ của Osman I, vị Sultan sáng lập Đế quốc Ottoman.Cô là con gái của Sheikh Edebali nổi tiếng và bà là mẹ của quốc vương tiếp theo Orhan Gazi và là Grand vizier đầu tiên của Ottoman Alaeddin Pasha.

## Xuất thân và hôn sự
Theo các tài liệu chép lại, Rabia Bala Hatun là con gái của Sheikh Edabali, một dervish (thầy tu Hồi giáo) rất được tôn kính. Trong một lần, Osman I mơ thấy mặt trăng mọc trên ngực của Edabali rồi đi vào ngực của mình; từ rốn của Osman, một cái cây rất lớn mọc lên và bóng của nó bao trùm cả thế giới. Dưới tán cây là những ngọn núi, mà những dòng nước chảy ra từ đó đã cứu khát cho nhiều người và tưới tiêu cho ruộng đồng. Khi Osman nhờ Edabali giải mộng, vị thầy tu này nói rằng, đó là Chúa trời muốn ban quyền thống trị cho ông và hậu duệ. Mặt trăng, theo lý giải của Edabali, chính là con gái của ông, và ông khuyên Osman nên kết hôn ngay với cô ta.
Tên người con gái của Edabali đã thành thân với Osman I lại được đề cập khác nhau trong mỗi tài liệu, nhưng thường được biết đến là Rabia và Bala. Tuy nhiên, khá nhiều tài liệu lại gọi bà với cái tên Malhun. Hatun, tức Khả đôn, một tước hiệu dùng để chỉ chung các bà vợ của Sultan trước thế kỷ 15.
Rabia Bala Malhun Hatun có khoảng 8 người con với Osman. Họ như sau:
•Alaeddin Pasha (1280-1331)
•Orhan Ghazi (1281-1362)
•Çoban Bey (1283-1337)
•Fatma Hatun (1284-1347)
•Pazarlı Bey (1285-1311)
•Hamid Bey (1288-1329)
•Melik Bey (1290-1366)
•Savcı Bey
Rabia Bala Malhun được cho là đã mất vào năm 1324.Cô mất sau cha mình một tháng và trước chồng cô, Osman khoảng hai tháng. Bà được táng trong lăng của cha mình nhưng ở một buồng riêng cùng với mẹ mình, lăng mộ tọa lạc tại Bilecik (tỉnh Bilecik, Thổ Nhĩ Kỳ). Ngôi mộ của Bala Hatun cùng với ngôi mộ của mẹ cô, là một địa danh lịch sử nổi tiếng được tìm thấy trong quần thể lăng mộ của Sheikh Edebali. Khu phức hợp này được xây dựng bởi Orhan Ghazi và sau đó được cải tạo bởi Abdul Hamid II.

## Trong văn hóa đại chúng
Nhân vật Bala Hatun do nữ diễn viên Özge Törer thủ vai trong phim Kuruluş: Osman.